# 25年
| 千纪： | 1千纪                                                                                |
| 世纪： | 前1世纪 \| 1世纪 \| 2世纪                                                            |
| 年代： | 前0年代 \| 0年代 \| 10年代 \| 20年代 \| 30年代 \| 40年代 \| 50年代                   |
| 年份： | 20年 \| 21年 \| 22年 \| 23年 \| 24年 \| 25年 \| 26年 \| 27年 \| 28年 \| 29年 \| 30年 |
| 纪年： | 汉更始三年，建武元年；公孙述龙兴元年；刘盆子建世元年                                 |

## 大事记
- 中国
  - 更始帝劉玄殺害了西漢末代皇帝劉嬰。
  - 四月，公孫述在成都自立為天子，國號“成家”，建元龍興。
  - 六月，赤眉军的首领樊崇立西汉开国皇帝刘邦的后裔刘盆子为帝。
  - 8月5日——刘秀與更始政權公開決裂，于河北稱帝，建立東漢，是为东汉光武帝。
  - 七月，劉秀奪得更始帝派朱鮪駐守的洛陽。
  - 九月，赤眉軍攻入長安，更始帝單騎逃走，赤眉军立刘盆子为帝。
  - 十月，投降赤眉，將璽綬送給赤眉擁立的皇帝劉盆子。赤眉將領張卬為絕後患，派人將更始帝縊死。
  - 11月27日——东汉光武帝刘秀定都于洛阳。

## 各国领袖

### 非洲
- 库施
  - 国王：Shorkaror（20年－30年）
- 毛里塔尼亚
  - 国王：Ptolemy（23年－40年）

### 亚洲
- 中国
  -     1. 汉朝：汉更始帝（23年－25年）
    2. 东汉：汉光武帝（25年－57年）

  - 割据势力：秦丰、隗嚣、李宪、田戎、刘永、刘盆子、公孙述、刘婴
- 匈奴
  - 单于：呼都而尸道皋若鞮单于（18年－46年）
- 朝鲜
  - 百济：
    - 国王：温祚王（前18年－28年）

  - 高句丽：
    - 国王：大武神王（18年－44年）

  - 新罗：
    - 国王：儒理尼师今（24年－57年）
- 贵霜帝国
  - 翕侯：赫拉欧斯（1年－30年）

### 欧洲
- 阿特雷巴特
  - 国王：Verica（15年－40年）
- 卡图维勒尼
  - 国王：Cunobelinus（9年－40年）
- 高加索伊比里亚
  - 国王：Aderk（前2年－30年）
- 罗马帝国
  - 皇帝：提比略（14年－37年）

### 中东
- 奈巴提亚
  - 国王：Aretas IV Philopatris（前9年－40年）
- 奥斯若恩
  - 国王：Abgar V（13年－50年）
- 安息
  - 国王：阿尔达班三世（10年－38年）

## 逝世
- 劉嬰，西漢末代皇帝，被殺（5年出生，20岁）
- 劉玄，新朝末年綠林軍建立更始政權的皇帝。
- 卢基乌斯·安东尼，罗马政治人物，马克·安东尼的孙子